# HMS Conqueror (S48)
HMS Conqueror (S48) — атомний підводний човен ВМС Великої Британії, другий корабель типу «Черчілль». Відомий участю в англо-аргентинському конфлікті. Єдиний атомний підводний човен, що потопив бойовий корабель.

## Будування
Замовлено 9 серпня 1966 року. Єдиний з усіх човнів цього типу, який будувався на верфі Cammell Laird у Біркенхед. Субмарина спущена на воду 28 серпня 1969 року. У 1972—1973 роках пройшла середній ремонт (з перезавантаженням активної зони) та модернізацію на верфі в Чатемі.

## Служба
Входила до складу флоту метрополії (англ. Naval Home Command), базувалася на Фаслейн (Клайдбанк). Оперативно підпорядковувалася командуванню підводних сил НАТО в Північній Атлантиці (NORSUBLANT).
Навесні 1982 року субмарину було виділено для дій проти Аргентини у Південній Атлантиці. Вийшла з бази 3 квітня. Після триденного стеження, 2 травня двома влученнями потопила аргентинський крейсер ARA General Belgrano. Для атаки використовувала прямойдучі торпеди Exocet Mk8. За офіційною версією, кораблі супроводу крейсера — есмінці «Іполіто Бушар» та «П'єдра Буена», у сильному тумані втратили візуальний контакт із «Бельграно» і не змогли організувати пошук та переслідування «Конкерора». Повернулася до бази 4 липня, після закінчення бойових дій.
У серпні 1982 року човен, спільно з американськими військовими, брала участь в успішній операції " Офіціантка " із захоплення радянської секретної гідроакустичної станції в Баренцевому морі.

## Статус
Виведена з активного складу 2 серпня 1990 року. Після вивантаження активної зони та періоду відстою на базі Девонпорт знаходиться в утилізації.